# Shawn Fain
Shawn Fain (Kokomo, 30 oktober 1968) is een Amerikaans arbeider en syndicalist. 
Sinds maart 2023 is Fain voorzitter van de United Auto Workers (UAW). Onder zijn voorzitterschap gingen werknemers van Ford Motor Company, General Motors en Stellantis in het najaar van 2023 in staking, de eerste gemeenschappelijke staking bij de drie autofabrikanten ooit, en algemeen omschreven als een historische overwinning voor het personeel.
In de aanloop naar de presidentsverkiezingen van 2024 sprak de UAW in januari 2024 zijn steun uit voor de Democraat en zittend president Joe Biden, later dan de meeste andere vakbonden. Nadien steunde de UAW Kamala Harris. Fain sprak zijn steun uit voor Harris-Walz op de Democratische Partijconventie 2024 en noemde Trump een onderkruiper (scab).